# Broadcast Music Incorporated
Broadcast Music Incorporated, meestal afgekort tot BMI, is een Amerikaanse maatschappij ter behartiging van de auteursrechten van componisten en tekstschrijvers.
De BMI werd in 1939 door radiostations als non-profitorganisatie opgericht om het monopolie van de American Society of Composers, Authors and Publishers (ASCAP) te doorbreken. De BMI accepteerde ook vertegenwoordigers van door de ASCAP verwaarloosde muziekgenres, zoals de countrymuziek en de rhythm-and-blues. Het resultaat was een democratisering van de Amerikaanse muziekwereld. Gelijktijdig maakten de radiozenders zich onafhankelijkheid van de monopolist.
In 1940 liep het vijfjarencontract van de radiostations met de ASCAP ten einde. De in Tin Pan Alley in New York gevestigde machtige organisatie eiste een verdubbeling van het jaarlijkse bedrag waarmee de rechten van alle op de radio gespeelde muziekstukken in één keer werden afbetaald. De zenders boycotten daarop de ASCAP-liedjes en namen hun toevlucht tot het BMI-materiaal.
De hoofdtaak van de BMI is ervoor te zorgen dat zijn leden voor iedere openbare uitvoering van hun muziek een vergoeding krijgen. De organisatie treedt daarmee op als intermediair tussen de muziekproducenten en de (publieke) gebruikers van auteursrechtelijk beschermde stukken. Dit verlost de auteursrechthebbende van de rompslomp van het uitoefenen van zijn rechten. De BMI vertegenwoordigt ook niet-Amerikaanse auteurs wier werken in de Verenigde Staten worden uitgevoerd.
De eerlijke verdeling van de bij de publieke gebruikers zoals radiostations geïnde bedragen onder de individuele leden is een complexe onderneming. Met statistische nauwkeurigheid wordt bepaald hoe groot het aandeel van elk individueel lid is. De auteursrechthebbenden van de tekst en van de muziek worden in de catalogussen van de BMI en ASCAP apart opgenomen en in de regel ook op de geluidsdragers vermeld.

## BMI Awards
Een verdere taak van de BMI is de jaarlijkse uitreiking van onderscheidingen aan de succesvolste liedjesschrijvers. De BMI Awards worden in de volgende categorieën uitgereikt:
- Christian Music
- Country
- Film & TV
- Latin
- London
- Pop
- R&b/hiphop
- Trailblazers of Gospel Music
- Americana

Bovendien wordt de BMI Icon-prijs uitgereikt, waarmee liedjesschrijvers worden onderscheiden die generaties lang op makers van muziek van wezenlijke invloed zijn geweest. Sinds 1951 wordt de BMI Student Composer Award uitgereikt.